# Otto Siffling
Otto Siffling (ur. 3 sierpnia 1912 w Mannheimie, zm. 28 października 1939 tamże) – niemiecki piłkarz występujący na pozycji napastnika, reprezentant III Rzeszy w latach 1934–1938, olimpijczyk, brązowy medalista Mistrzostw Świata 1934.

## Kariera klubowa
Przez całą swoją karierę związany był z SV Waldhof Mannheim, w którym na poziomie seniorskim grał w latach 1930–1938.

## Kariera reprezentacyjna
W reprezentacji Niemiec zagrał 31 razy i strzelił 17 bramek. Debiutował 27 maja 1934 w meczu przeciwko Belgii podczas Mistrzostw Świata 1934 we Włoszech, na którym jego reprezentacja zdobyła brązowy medal. Podczas tego turnieju Siffling wystąpił we wszystkich czterech meczach i zdobył jedną bramkę. Brał też udział w Olimpiadzie 1936, które zakończyły się dla Niemców klęską. 16 maja 1937 w meczu z Danią, który był rozgrywany na Stadionie Olimpijskim we Wrocławiu, zdobył 5 bramek, a Niemcy wygrali z Duńczykami 8:0. Znajdował się także w kadrze na Mistrzostwa Świata 1938 we Francji, ale nie rozegrał na tym żadnego meczu. Ostatni raz w reprezentacji zagrał 24 kwietnia 1938 we Frankfurcie w zremisowanym 1:1 meczu z Portugalią.

## Styl gry
W 1978 roku trener Helmut Schön w swojej książce scharakteryzował Sifflinga następująco:
"Jako środkowy napastnik nie był czołgiem, ale grając na środkowym ataku, był nadal niebezpieczny pod  bramką przeciwnika, w słynnej grze we Wrocławiu zdobył pięć bramek. Tworzył okazje bramkowe i zdobywał gole.".

## Śmierć
Zmarł w wieku 27 lat 28 października 1939 w Mannheim na zapalenie opłucnej. W dzielnicy miasta Mannheim Waldhof, jedną z ulic nazwano jego imieniem.

## Sukcesy
Niemcy
- brązowy medal mistrzostw świata: 1934